# Ernest George Mardon
Ernest George Mardon (Houston, 1928 – Lethbridge, 6 de Março de 2016) foi professor de inglês e trabalhou na Universidade de Lethbridge. Ele foi autor de dezenas de livros, a maioria sobre a história de Alberta, Canadá.
Nascido em Houston, Texas, em 1928, filho do Professor Austin Mardon e Marie Dickey, o Dr. Ernest G. Mardon foi educado em Gordonstone, Escócia, antes de ir para o Trinity College , em Dublin. Depois que foi chamado para o serviço militar, na Guerra da coreia, como um oficial dos Gordon Highlanders, servindo com essa farda na Zona do Canal de Suez, no Chipre e na Líbia, de 1952 a 1954. Ele foi dispensado honrosamente com o posto de tenente. Dr. George se mudou para o Canadá em 1954, como gerente de agência da United Press International. Ele lecionou o ensino médio, em Morinville, em seguida, fez  Doutoramento em Inglês Medieval na Universidade de Ottawa. Além do primeiro ofício de professor na Universidade de Lethbridge, Dr. Mardon também professor visitante em várias outras universidades do Canadá. Ele também é um estudioso na área de estudos Anglo-Saxão.[carece de fontes?]
Em 2006, ele foi nomeado para membro pleno da União Astronômica Internacional.[carece de fontes?]
Ele faleceu em 8 de Março de 2016, em Lethbridge, Alberta, Canadá.

Entre os filhos de Mardon, inclui-se o pesquisador antártico e escritor Austin Mardon.

## Trabalhos selecionados
- Narrative Unity of the Cursor Mundi (1967, 2 ed. 2012) [5]
- The Founding Faculty of the University of Lethbridge  (1968)[6]
- When Kitty met the Ghost (1991, 2 ed. 2012)[7]
- The Girl Who Could Walk Through Walls (1991)[8]
- Alberta Mormon Politicians/The Mormon Contribution to Alberta Politics (1991, 2 ed. 2011)[9]
- Early Saints (1997)[10]
- Later Christian Saints for Children (1997)[11]
- Many Saints for Children (1997)[12]
- A Description of the Western Isles of Scotland  (tradutor, 2010)[13]
- Visionaries of a New Political Era: The Men Who Paved the Way for the Alberta Act of 1905 (2010)[14]
- Early Saints and other Saintly Stories for Children  (2011)[15]
- The Conflict Between the Individual & Society in the Plays of James Bridie (2012)[16]
- Who's Who in Federal Politics in Alberta (2012)[17]